# Левицкий-Макаренко, Николай
Николай Левицкий (укр. Микола Левицький), в литературе также Николай Левицкий-Макаренко − деятель украинского националистического движения в период Второй Мировой войны, майор Украинской повстанческой армии, начальник штаба ВО «Заграва», начальник штаба УПА-Север.

## Биография
Родился в мае 1914 года в селе Серафинцы (теперь Городенковский район, Ивано-Франковская область).
Член ОУН с 1936 года. Входил в поветовую экзекутиву ОУН Городенковщины.
Командир взвода в батальоне «Нахтигаль» в 1941 году, а затем 201-м батальоне «Шуцманшафт». В январе 1943 года после отказа подписать новый контракт и продолжить службу, был отправлен во Львов и арестован гестапо. После условного освобождения из заключения ушел в подполье и перешёл на Волынь, где вступил в ряды УПА. С марта 1943 — в рядах УПА.
С мая по июль 1943 начальник оперативного отдела военного штаба Военной Округа УПА «Заграва», а в течение июля — сентября 1943 шеф штаба Военной Округа УПА «Заграва». С декабря 1943 инспектор штаба УПА-Север.
Инспектор офицерских школ УПА-Север (1944). Летом 1944 воевал с немцами в Карпатах. 8 августа 1944 погиб в стычке с немецкой фронтовой частью при попытке перехода линии фронта.